# Peter Graham (Komponist, 1952)
Peter Graham (Pseudonym für Jaroslav Šťastný-Pokorný; * 1. Juli 1952 in Brünn) ist ein tschechischer Komponist.
Graham studierte am Konservatorium seiner Heimatstadt Orgel bei Josef Pukl und Komposition bei Bohuslav Řehoř und setzte sein Kompositionsstudium an der Janáček-Musikakademie (JAMU) bei Alois Piňos fort. Er arbeitete dann als Klavierbegleiter am Konservatorium und am Theater, war Musikdirektor beim Rundfunk und Musikredakteur beim Fernsehen, Mitarbeiter des Czech Music Fund und Musiklehrer. Seit 1999 unterrichtet er Musiktheorie und Komposition an der JAMU.
Graham komponierte Orchester- und Vokalwerke, Musik für Klavier und für andere Soloinstrumente sowie Kammermusik. Mit seiner Kammerkantate Der Erste nach Franz Kafka gewann er 1993 den dritten Preis beim Festival Musica Iudaica. Sein Erstes Streichquartett wurde 2009 vom Arditti Quartett beim Festival für Neue Musik Contempuls aufgeführt.